# Resolución 801 del Consejo de Seguridad de las Naciones Unidas
La resolución 801 del Consejo de Seguridad de las Naciones Unidas fue aprobada sin someterse a votación, el 3 de enero de 1993, tras haber examinado la petición de la República Checa para poder ser miembro de las Naciones Unidas. En esta resolución, el Consejo recomendó a la Asamblea General la aceptación de la República Checa como miembro.